# Rynek w Orzyszu
Rynek w Orzyszu – centralny plac miejski w Orzyszu (województwo warmińsko-mazurskie). 
Orzysz uzyskał prawa miejskie 3 marca 1725, co w porównaniu z innymi miastami Mazur, było datą dość późną. Celem nadania praw było pragnienie rozwoju miasta wyrażone przez cesarza Niemiec, Fryderyka Wilhelma I.

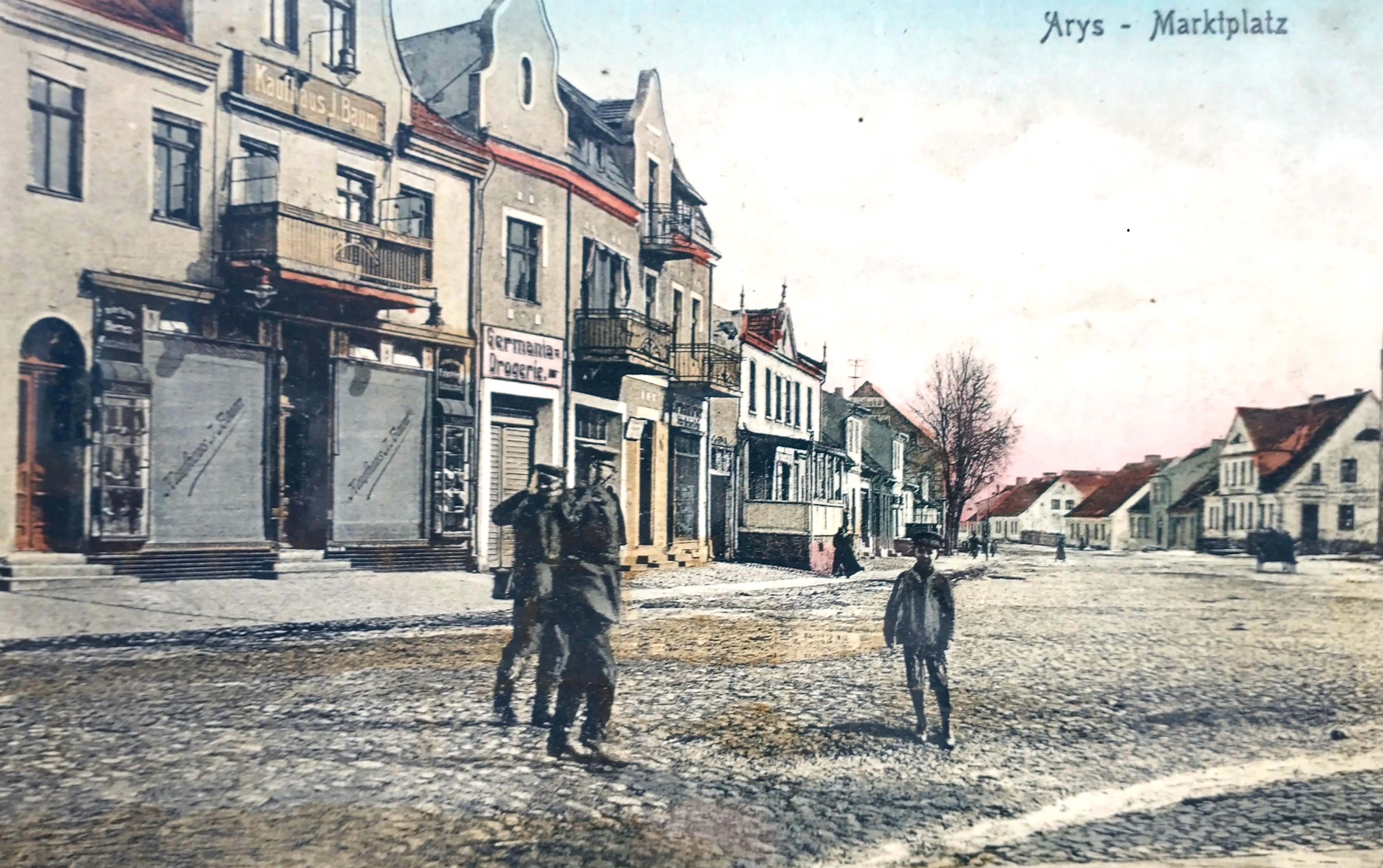
Rynek przed 1945

Rynek powstał poprzez poszerzenie ulicy biegnącej w stronę Giżycka oraz Ełku. W miejscu tym wybiegała też droga na Pisz. W wyniku tych prac powstał brukowany plac długi na 130 metrów i szeroki na trzydzieści metrów. Był on wykorzystywany podczas cotygodniowych targów (w latach 30. XX wieku w środy i soboty), a także dużych jarmarków, które odbywały się najpierw cztery razy do roku, a następnie pięć razy. W lipcu urządzano na przykład ośmiodniowy targ płócienny, a w innych miesiącach targi bydlęce i końskie.
Zabudowę rynku stanowiły budynki dwu- i trzykondygnacyjne ze sklepami i lokalami gastronomicznymi w parterach. XVIII-wieczne domy parterowe zostały zupełnie wyparte przez murowane w XIX i na początku XX wieku (podobne zachowały się tylko przy ulicach Giżyckiej i Ełckiej). W końcu lat 30. XX wieku w rynku funkcjonowała m.in. apteka "Pod Orłem" (nr 1), Hamburski Skład Kawy (nr 11), Mazurski Dom Handlowy "Peylo" (nr 13), kasa oszczędnościowa Reiffeisena (nr 4), warsztat samochodowy Dombrowskiego (nr 7), czy dom handlowy Szczesnego (nr 15). Przy placu ulokowano też gmach sądu (nr 6) oraz hotele "Deutsches Haus" (nr 8) i "Kaiserhof" (nr 12). Południową pierzeję zamykał kościół Matki Bożej Szkaplerznej (dawniej z cmentarzem).
Rynek nie przetrwał walk II wojny światowej, podczas których został całkowicie zniszczony. Ocalałe fragmenty budynków rozebrano, pozostała jedna stara kamienica (dawny nr 10). Dawne pierzeje zabudowano ponownie po wojnie.